# Kim Brown
Kim Brown, född 2 juni 1945 i Birmingham, död 11 oktober 2011 i Helsingfors, var en engelsk sångare, kompositör och musiker (gitarr). Han var medlem i Birmingham-gruppen The Renegades, som bland annat hade stora framgångar i Finland, mest kända för sin låt "Cadillac", baserad på Vince Taylors låt "Brand New Cadillac". "Cadillac" inspelades sedan av The Hep Stars och i Norge av The Pussycats.